# Namyang

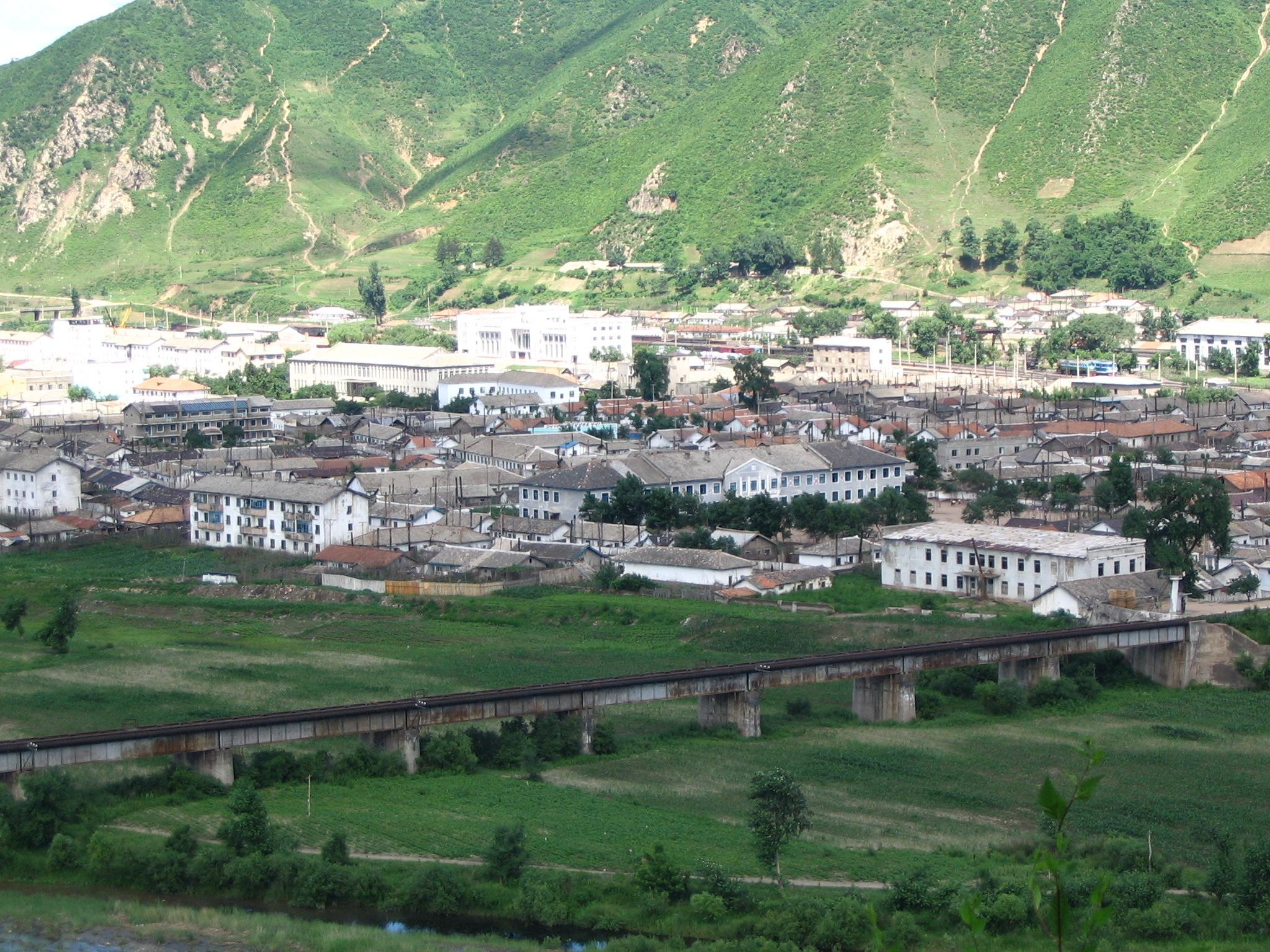
quang cảnh Namyang, nhìn từ Trung Quốc

Namyang (Hán Việt: Nam Dương) là một khu lao động (rodongjagu, lao động giả khu) thuộc huyện Onsong, tỉnh Hamgyong Bắc tại Cộng hòa Dân chủ Nhân dân Triều Tiên. Khu lao động nằm bên sông Đồ Môn và đối diện với thành phố Đồ Môn của tỉnh Cát Lâm thuộc Trung Quốc.
Khu lao động có tọa độ . Dân số ước tính trong bán kính 5 km của khu lao động được ước tính là 65.956 người. Đầu số điện thoại của Namyang là +850. Khu lao động nằm trên dộ cao 131 ft, hay 39 mét.
Hầu hết công việc vận chuyển của khu lao động đều được thực hiện bằng xe tải hoặc xe đạp. Một tuyến tàu chở hàng được nối đến thành phố Đồ Môn bên kia sông.

## Sources
- (Trip-city.com: Namyang) Lưu trữ ngày 9 tháng 10 năm 2007 tại Wayback Machine